# ムッソメーリ
ムッソメーリ（イタリア語: Mussomeli）は、イタリア共和国シチリア州カルタニッセッタ県にある、人口約1万人の基礎自治体（コムーネ）。

## 地理

### 位置・広がり

#### 隣接コムーネ
隣接するコムーネは以下の通り。括弧内のAGはアグリジェント県所属を示す。
- アックアヴィーヴァ・プラータニ
- ボンペンシエーレ
- カルタニッセッタ
- カンマラータ (AG)
- マリアノーポリ
- モンテドーロ
- サン・カタルド
- セッラディファルコ
- ステーラ
- ヴィッラルバ